# Scuola dell'Enderûn

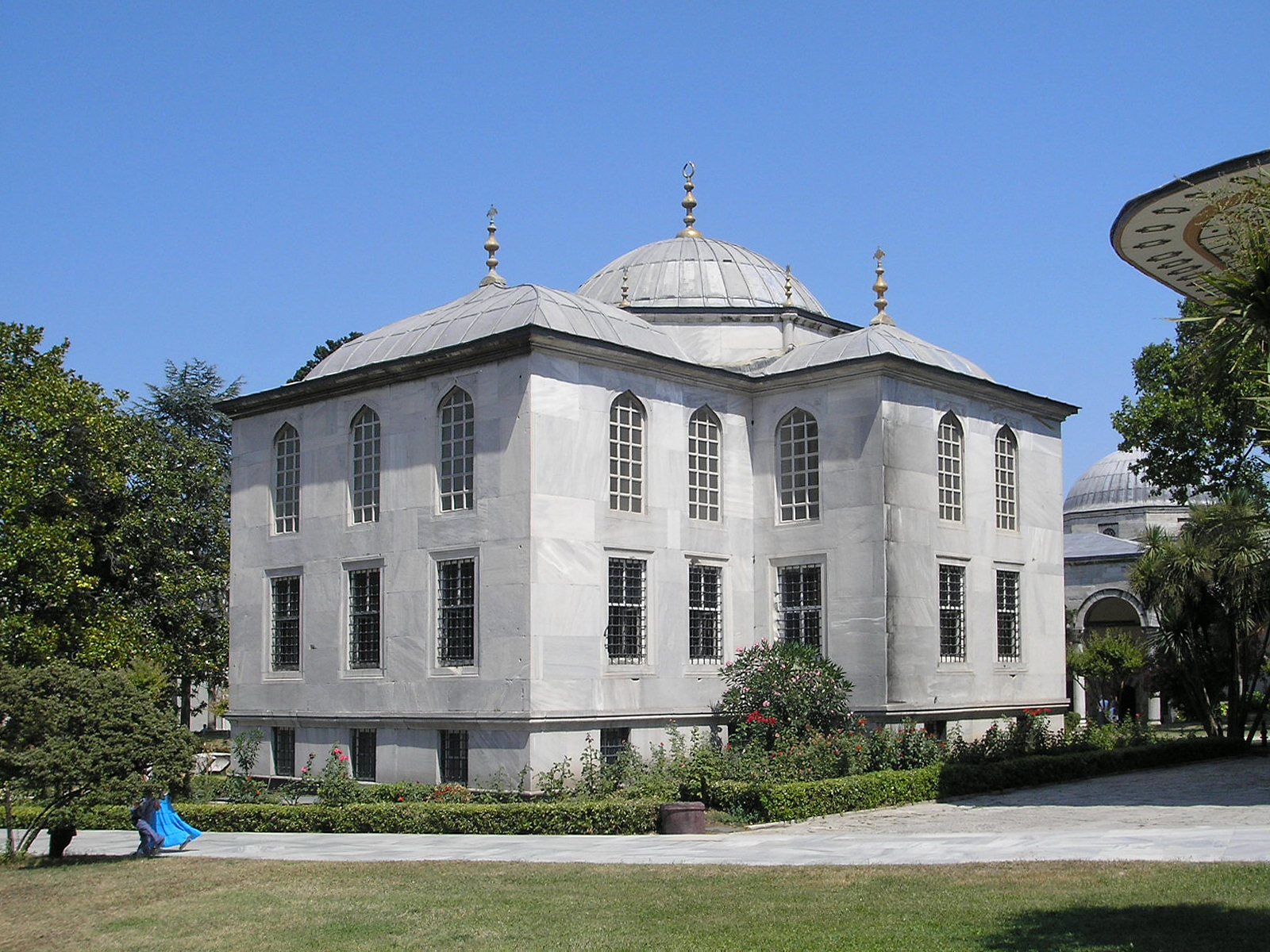
La neoclassica Biblioteca Enderûn

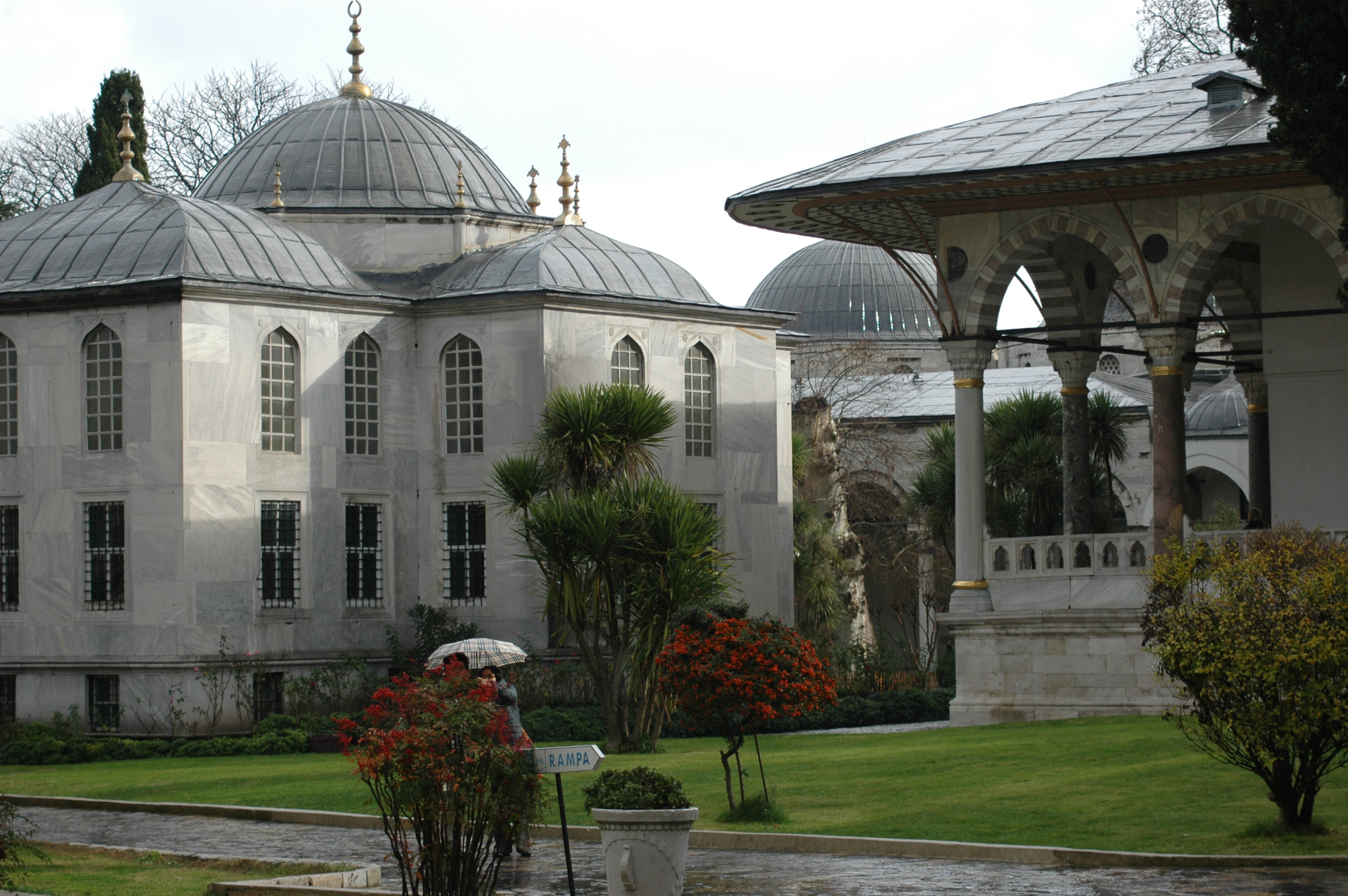
Biblioteca Enderûn nel Palazzo Topkapi

La Scuola dell'Enderûn (in turco ottomano اندرون مکتب, Enderûn Mektebi) era una scuola di palazzo dedicata principalmente per i giannizzeri dell'Impero ottomano. Essa reclutava soprattutto gli studenti tramite la pratica del devşirme, un sistema di islamizzazione e arruolamento dei bambini cristiani per servire il governo ottomano in posizioni burocratiche, manageriali e militari dei giannizzeri. Nel corso dei secoli, la scuola dell'Enderun ebbe un discreto successo nel creare statisti ottomani attirando tra i vari gruppi etnici dell'impero e dando loro un'educazione musulmana comune. La scuola era gestita dal "Servizio interno" (Enderûn) del palazzo ottomano e aveva scopi sia accademici che militari. Ci si aspettava che gli studenti una volta formati si dedicassero al servizio governativo e non avessero legami con i gruppi sociali inferiori.
Il programma di istruzione dei talenti della scuola dell'Enderun è stata definita come la prima al mondo.

## Storia
La crescita dell'Impero ottomano era attribuita e dipendeva dalla selezione e dall'istruzione degli statisti. Una componente vitale dell'obiettivo di Mehmet II di far rivivere l'Impero romano era stabilire una scuola speciale per selezionare i migliori giovani all'interno dell'impero e plasmarli per il governo. Mehmet II migliorò la scuola di palazzo esistente fondata da suo padre, Murat II, e fondò l'Accademia Enderun (Enderun) a Istanbul. La scuola rimase attiva fino al 1908.

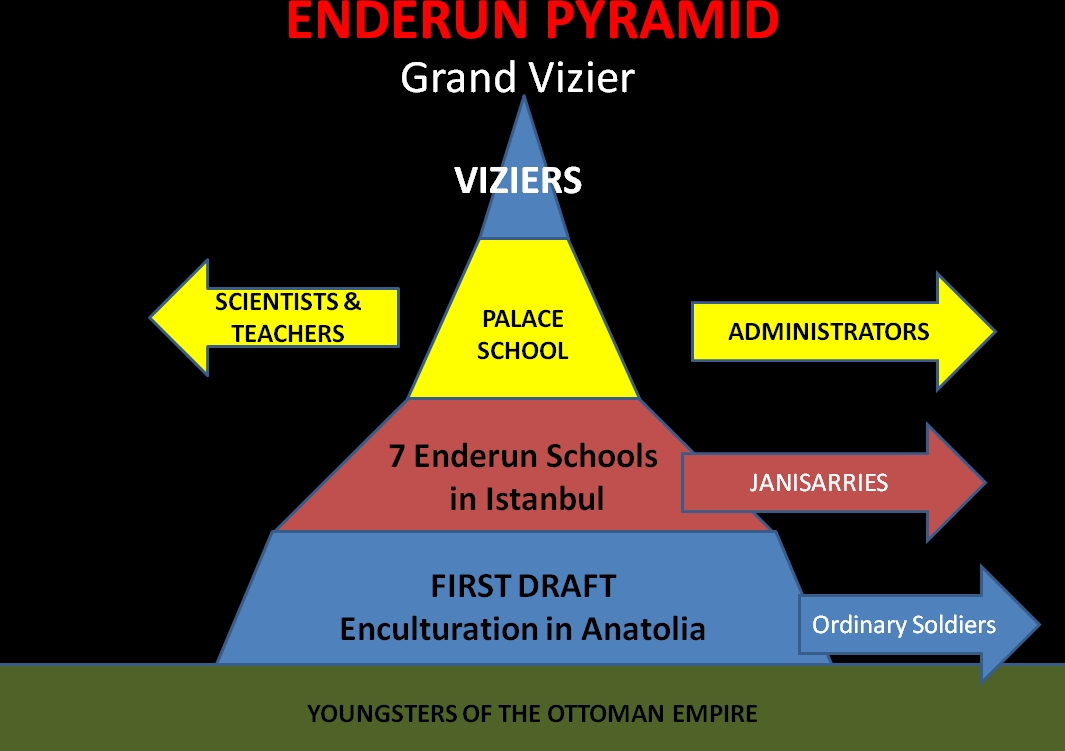
Schema piramidale dell'Enderun

## Edifici
Il terzo cortile del Palazzo Topkapi era circondato dal Tesoro Imperiale, dal Padiglione del Sacro Manto e dagli edifici della Scuola di Palazzo, che istruiva il livello più alto di studenti dell'Enderun e i principi della Casa di Osman. C'erano sette aule o classi all'interno della Scuola di Palazzo, e all'interno di ogni sala c'erano 12 insegnanti responsabili dello sviluppo mentale e accademico degli studenti. Gli studenti indossavano uniformi speciali designate in base al loro livello di rendimento, e secondo Miller, gli altri edifici includevano la biblioteca, la moschea, i conservatori di musica, i dormitori e i bagni.

## Curriculum
Il sistema dell'Enderun consisteva in tre scuole preparatorie situate all'esterno del palazzo oltre a quella all'interno delle mura del palazzo stesso. Secondo Miller, c'erano 1.000-2.000 studenti in tre scuole di Enderun e circa 300 studenti nella scuola superiore del Palazzo. Il curriculum era diviso in cinque tipologie principali:
- Scienze islamiche; compresa l'istruzione in lingua araba, turca e persiana
- Scienze positive; matematica, geografia
- Storia, diritto e amministrazione: gli usi di Palazzo e le questioni di governo
- Studi professionali, compresa l'educazione artistica e musicale
- Allenamento fisico, comprese le armi

Alla fine del sistema scolastico di Enderun, i laureati sarebbero stati in grado di parlare, leggere e scrivere almeno tre lingue, di comprendere gli ultimi sviluppi della scienza, di avere almeno un mestiere o un'arte e di eccellere anche nel comando dell'esercito come nelle abilità di combattimento ravvicinato.

## Conseguimento
La cerimonia di conseguimento per gli studenti che lasciavano la scuola di Enderun era conosciuta come çıkma. I "diplomati" stessi erano indicati come çıkma. La parola çıkma significa letteralmente "chi è uscito". I paggi lasciavano la scuola di palazzo e il servizio di palazzo per continuare la loro formazione nel servizio funzionale. Questo "trasferimento" avveniva ogni due-sette anni, o dopo l'ascesa al trono del nuovo sultano.
I çıkma di successo erano assegnati in base alle loro capacità in due posizioni principali: governativa o scientifica, e quelli che non riuscivano ad avanzare erano assegnati ai militari. Una delle proprietà più distintive della scuola era il suo sistema di merito costituito da ricompense accuratamente classificate e da punizioni corrispondenti.